# Песен за Колцов
„Песен за Колцов“ (на руски: Песня о Кольцове) е съветски филм от 1959 година, заснет от Мосфилм и разказващ за живота на известния руски поет Алексей Колцов.

## Сюжет
Тридесетте години на XIX век. Алексей Колцов (Виталий Коняев), син на воронежки еснаф, е принуден през целия си кратък живот да се занимава с търговските дела на баща си. Той не одобрявал увлечението на Алексей към поезията. Литераторът Николай Станкевич издава написаните от Алексей стихове в Санкт Петербург и името на младия поет придобива известност. Алексей се влюбва в младата вдовица Варя Лебедева (Татяна Лаврова) и мечтае да започне с нея нов живот в Санкт Петербург. Но отровената атмосфера във воронежкия му дом и подигравките на лъжелитераторите му докарват туберкулоза. Изоставен от всички, той умира на тридесет и три годишна възраст.

## В ролите
- Виталий Коняев като Алексей Колцов
- Александра Завялова като крепостната девойка Дуня
- Татяна Лаврова като Варя Лебедева
- Елена Максимова като майката на Алексей
- Всеволод Санаев като бащата на Алексей
- Галина Марачева като сестрата на Алексей
- Алексей Грибов като Кашкин
- Лев Золотухин като Кирил
- Михаил Названов като Волков
- Евгений Тетерин като Дацков
- Александър Михайлов като Александър Пушкин
- Анатолий Соловьов като Башкирцев